# Sportowe ratownictwo wodne na Światowych Wojskowych Igrzyskach Sportowych 2019 – sztafeta ratownicza 4 x 50 m stylem zmiennym kobiet
Sztafeta ratownicza 4 x 50 m stylem zmiennym kobiet – jedna z konkurencji sportowego ratownictwa wodnego rozgrywanych podczas Światowych Wojskowych Igrzysk Sportowych 2019 w chińskim Wuhan. 
Eliminacje i finał rozegrane zostały w dniu 22 października 2019 roku na pływalni Wuhan Five Rings Sports Center Natatorium. Złoty medal zdobyła reprezentacja Brazylii, ustanawiając w finale nowy rekord Igrzysk wojskowych z czasem 1:40,97 min.

## Rekordy
Przed finałem 7. Światowych Wojskowych Igrzyskach Sportowych 2019 obowiązywały następujące rekordy:
| Rekord świata             | Polska | 1:37,47 | Adelaide | 29 listopada 2018    |
| Rekord Igrzysk wojskowych | Chiny  | 1:44,32 | Wuhan    | 22 października 2019 |

## Terminarz
| Data                 | Godzina (UTC+8) | Wydarzenie             |
| -------------------- | --------------- | ---------------------- |
| 22 października 2019 | 10:15           | Wyścigi kwalifikacyjne |
| 22 października 2019 | 20:30           | Finał                  |

## Wyniki

### Kwalifikacje

#### Wyścig 1
| Poz. | Sztafeta  | Zawodnicy                                                                                    | Tor | Wynik   | Uwagi | Kwal. |
| ---- | --------- | -------------------------------------------------------------------------------------------- | --- | ------- | ----- | ----- |
| 1    | Brazylia  | Priscila de Souza, Thais Xavier, Carolina Athayde, Isabel Fagundes                           | 2   | 1:44,41 |       | Q     |
| 2    | Rosja     | Anastazja Liazewa, Walerja Baranowskaja, Daria Jermakowa, Jelizawieta Klementiewa            | 5   | 1:45,00 |       | Q     |
| 3    | Niemcy    | Celina Seidel, Vivian Zander, Jule Elisabeth Strotkoetter, Jessica Grote                     | 4   | 1:46,57 |       | Q     |
| 4    | Polska    | Anna Nocoń, Karolina Faszczewska, Julia Wróbel, Amelia Pisarczyk                             | 6   | 1:50,17 |       | Q     |
| 5    | Hiszpania | Raquel Fenero Fanlo, Maria Luengas Mengual, Vicario Nazaret Guerrero, Sheyla Garcia Salvador | 3   | 1:59,08 |       | R     |

Źródło:.

#### Wyścig 2
| Poz. | Sztafeta | Zawodnicy                                                                                     | Tor | Wynik   | Uwagi | Kwal. |
| ---- | -------- | --------------------------------------------------------------------------------------------- | --- | ------- | ----- | ----- |
| 1    | Chiny    | Zhang Sishi, Dai Xiaodie, Qiu Yuhan, Hu Yifan                                                 | 4   | 1:44,32 | CR    | Q     |
| 2    | Szwecja  | Josefin Palm, Carolina Nordvall, Maria Lundahl, Kajsa Loenn                                   | 5   | 1:48,83 |       | Q     |
| 3    | Włochy   | Lorenza Borriello, Cristina Tempera, Elisa Mammi, Giorgia Romei                               | 4   | 1:46,57 |       | Q     |
| 4    | Kanada   | Mercedes Gillian Francis Leblanc, Jacinda Smit, Sandra Dawn McLean, Claire Suzanne Bortolotti | 3   | 1:51,08 |       | Q     |
| 5    | Holandia | Denise de Vries, Mariette Nijhoff, Rody van Hijete, Elianne van Soest                         | 2   | 1:56.10 |       | R     |

Źródło:.

### Finał
| Poz.   | Sztafeta | Zawodnicy                                                                                     | Tor | Wynik   | Uwagi |
| ------ | -------- | --------------------------------------------------------------------------------------------- | --- | ------- | ----- |
| złoto  | Brazylia | Priscila de Souza, Thais Xavier, Carolina Athayde, Isabel Fagundes                            | 5   | 1:40,97 | CR    |
| srebro | Chiny    | Zhang Sishi, Dai Xiaodie, Qiu Yuhan, Hu Yifan                                                 | 4   | 1:41,11 |       |
| brąz   | Rosja    | Anastazja Liazewa, Walerja Baranowskaja, Daria Jermakowa, Jelizawieta Klementiewa             | 3   | 1:41,16 |       |
| 4      | Włochy   | Lorenza Borriello, Cristina Tempera, Elisa Mammi, Giorgia Romei                               | 7   | 1:45,10 |       |
| 5      | Niemcy   | Celina Seidel, Vivian Zander, Jule Elisabeth Strotkoetter, Jessica Grote                      | 6   | 1:45,24 |       |
| 6      | Polska   | Anna Nocoń, Karolina Faszczewska, Julia Wróbel, Amelia Pisarczyk                              | 1   | 1:45,43 |       |
| 7      | Szwecja  | Josefin Palm, Carolina Nordvall, Maria Lundahl, Kajsa Loenn                                   | 2   | 1:46,37 |       |
| 8      | Kanada   | Mercedes Gillian Francis Leblanc, Jacinda Smit, Sandra Dawn McLean, Claire Suzanne Bortolotti | 8   | 1:51,05 |       |

Źródło: